# Фіга (Румунія)
Фіга (рум. Figa) — село у повіті Бистриця-Несеуд в Румунії. Адміністративно підпорядковане місту Беклян.
Село розташоване на відстані 334 км на північний захід від Бухареста, 21 км на захід від Бистриці, 61 км на північний схід від Клуж-Напоки.

## Населення
За даними перепису населення 2002 року у селі проживали 474 особи. Рідною мовою 473 особи (99,8%) назвали румунську.
Національний склад населення села:
| Національність | Кількість осіб | Відсоток |
| -------------- | -------------- | -------- |
| румуни         | 408            | 86,1%    |
| цигани         | 64             | 13,5%    |